# Maastoren
Maastoren es un rascacielos de 44 plantas y 165 m de altura situado en Róterdam, Países Bajos. Fue diseñado por Dam & Partners en colaboración con Odile Decq Benoit Cornette y es el segundo edificio más alto de Países Bajos, por detrás del De Zalmhaven. Contiene oficinas. El aparcamiento de la torre ocupa diez plantas por encima del suelo y dos plantas bajo el suelo, con un total de 634 plazas. Algunas empresas que alquilan oficinas en el edificio son Deloitte, AKD Prinsen van Wijmen, RSA, Mabanaft y Q-Park. 
Maastoren tiene un sistema especial de calefacción y refrigeración que reduce las emisiones de CO2. El sistema usa agua del río Mosa y la energía almacenada en el suelo. Techniplan Adviseurs de Róterdam ganaron el premio De vernufteling por el diseño de este sistema.
La construcción comenzó en octubre de 2006, y se completó el 9 de diciembre de 2009.

## Galería
|                       |
| 29 de octubre de 2008 |

|                     |
| 10 de abril de 2009 |

|                      |
| 7 de febrero de 2010 |

|                     |
| 17 de abril de 2022 |